# 아리스가와역
아리스가와역(일본어: 有栖川駅, ありすがわえき)은 일본 교토부 교토시 우쿄구에 있는 게이후쿠 전기 철도 아라시야마 본선의 역이다. 역 번호는 A9이다.

## 역사
개통 당초 역명은 사가노 역이었는데, 이는 역이 당시의 주소로 교토 부 구즈노 군 우즈마사무라 대학 사가노에 있음에 따른 것이다. 그러나, 관광객 안내에서는 덴류지, 다이카쿠지 등의 명소가 있는 아라시야마를 포함한 일대를 가리켜 자주 "사가노"라 부른 적도 많고, 사가노 순례 관광객이 잘못되어 본 역에서 하차하는 것이 많았기 때문에, 1975년 아리스가와 역으로 변경하였다. 아리스 강은 본 역과 옆 구루마자키진자 역 사이에 위치한 강의 이름이다.
- 1910년 3월 25일: 아라시야마 전차 궤도의 사가노역으로 영업 개시.
- 1918년 4월 2일: 회사 합병에 의한 교토 전등이 경영하는 아라시야마 전철역이 됨.
- 1942년 3월 2일: 노선 양도로 인한 게이후쿠 전기 철도의 역이 됨.
- 1975년 8월 9일: 아리스가와역으로 역명 변경.

## 역 구조
지도리식 2면 2선의 구조이다. 건널목을 끼고 시조오미야 행을 구루마자키진자 역 방향(서쪽), 아라시야마 행을 가타비라노쓰지 역 방향(동쪽)에 배치하고 있는 지상역이다. 건널목을 통과하는 도로에는 각 승강장과 계단에서 연결된다. 또한, 도로는 건널목 부분도 포함하여 노폭이 좁고 가장 가까운 간선 도로인 산조도리에는 50m쯤이지만 자동차의 이합이 불가능한 곳이 있다.

## 역 주변
- 교토 사가노 우체국
- 교토 버스 본사

## 인접역
| 게이후쿠 전기 철도 ■ 아라시야마 본선 | 게이후쿠 전기 철도 ■ 아라시야마 본선 | 게이후쿠 전기 철도 ■ 아라시야마 본선 |
| ------------------------------------ | ------------------------------------ | ------------------------------------ |
| A8 가타비라노쓰지 시조오미야 방면    |                                      | 구루마자키진자 A10 아라시야마 방면   |